# Ліза Маміє
Ліза Маміє (27 жовтня 1998) — швейцарська плавчиня.
Учасниця Олімпійських Ігор 2020 року.
Призерка Чемпіонату Європи з водних видів спорту 2020 року.